# Doliocarpus amazonicus
Doliocarpus amazonicus är en tvåhjärtbladig växtart. Doliocarpus amazonicus ingår i släktet Doliocarpus och familjen Dilleniaceae.

## Underarter
Arten delas in i följande underarter:
- D. a. amazonicus
- D. a. duckeanus